# Le Divan du Monde
Pour les articles homonymes, voir Le Divan du Monde (homonymie).

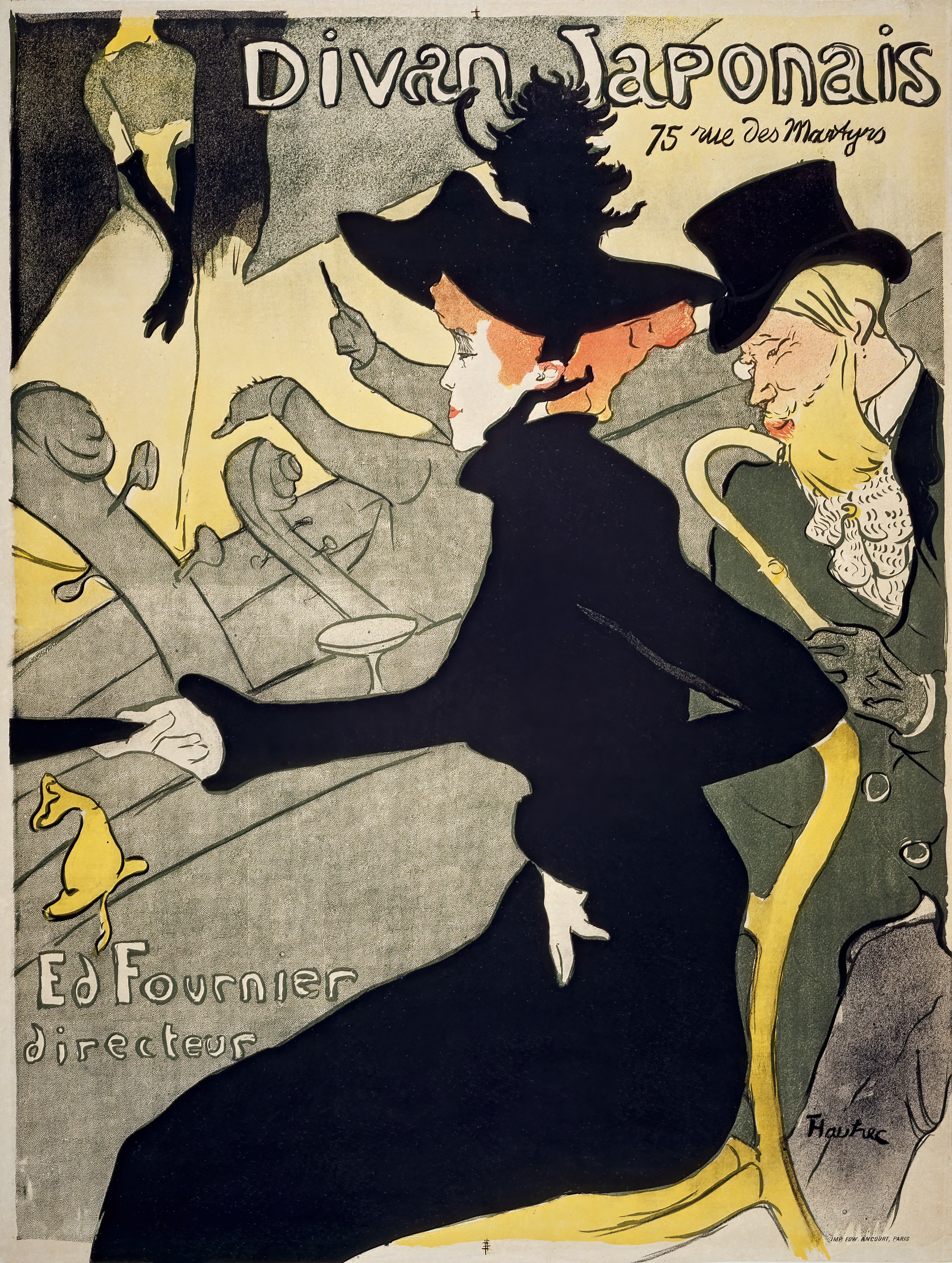
Affiche de Henri de Toulouse-Lautrec pour le « Divan japonais » (1892-1893), représentant la danseuse Jane Avril et le critique Édouard Dujardin.

Jusqu'en 2015, Le Divan du Monde est une salle de spectacle parisienne située au no 75 de la rue des Martyrs, dans le quartier de Pigalle. 

## Historique

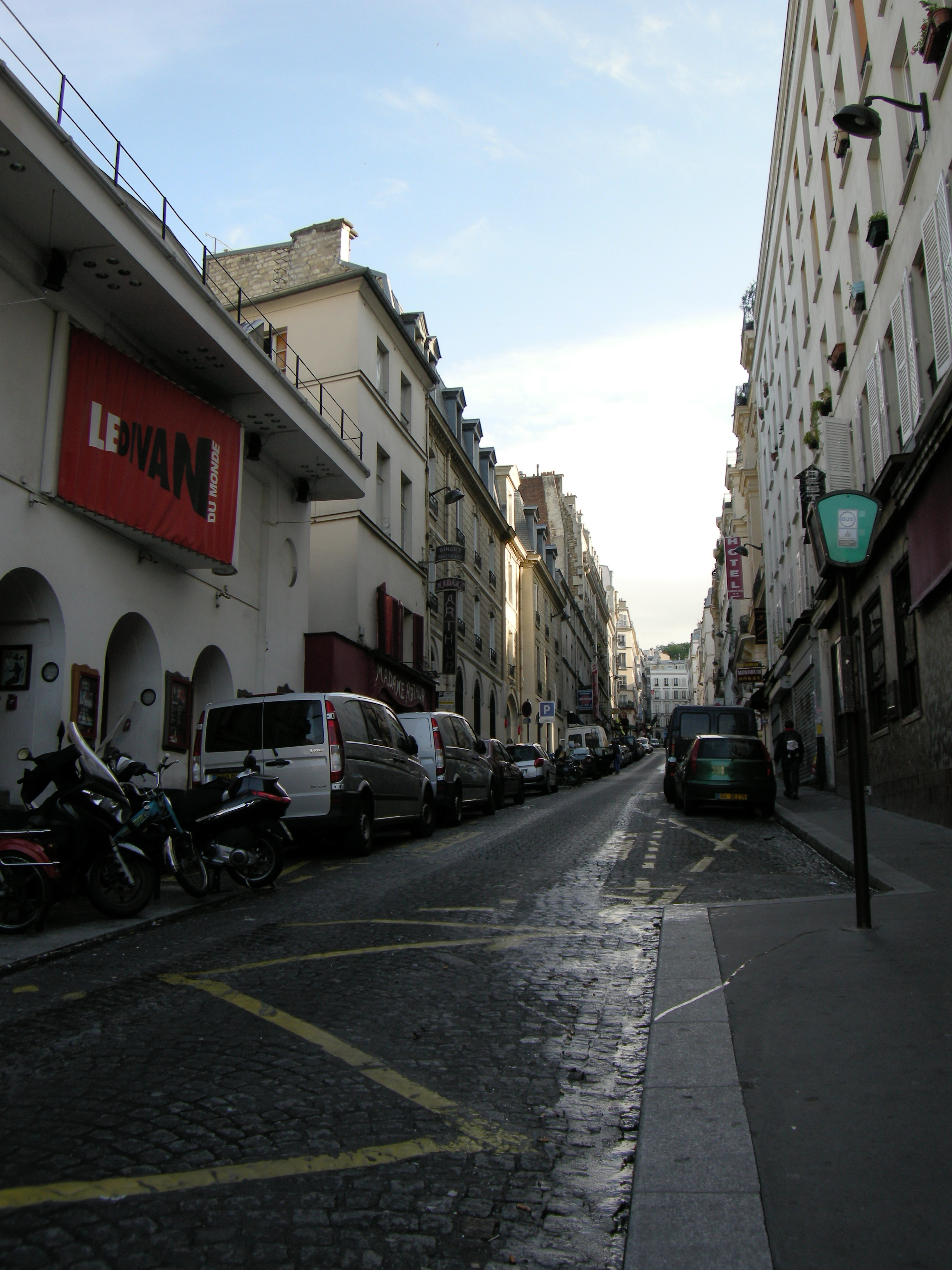
Entrée du Divan Du Monde (à gauche), rue des Martyrs.

Au début du XIXe siècle se trouvait là un bal appelé la « Musette de Saint-Flour ». Il devient vers 1861 la « Brasserie des Martyrs », fréquentée notamment par Charles Baudelaire ou Jules Vallès. Celle-ci est remplacée en 1873 par un café-concert baptisé le « Divan japonais » par son propriétaire Théophile Lefort en raison de son décor japonisant. Son successeur, Jehan Sarrazin, fait aménager au sous-sol une seconde salle appelée « Temple de la Bonne Humeur ». Yvette Guilbert, déjà célèbre, triomphe en 1891 au Divan japonais. Dranem s'y produira également. Le Divan ferme ses portes en décembre 1892 et rouvre en janvier 1893 sous la direction d'Édouard Fournier, avec une affiche réalisée par Toulouse-Lautrec. 
En 1894, il devient le Concert-Lisbonne, avec Maxime Lisbonne pour directeur. On y joue la pantomime Le Coucher d'Yvette, où l'on voit pour la première fois sur scène la comédienne Blanche Cavelli « nue » (c'est-à-dire en maillot rose quelque peu transparent), ce qui fait scandale. Toulouse-Lautrec et Adolphe Léon Willette, puis Pablo Picasso sont des habitués de l'établissement.
En 1901, le Divan est transformé en Théâtre de la Comédie mondaine, en 1935 en Théâtre de la Nouvelle-Comédie.
Il est remplacé bien plus tard par un cinéma spécialisé dans les films pornographiques.
En 1994, le lieu rouvre ses portes sous son nom actuel de « Divan du Monde », pour accueillir essentiellement des concerts consacrés aux musiques du monde. Dans le cadre de ces concerts, Le Divan du Monde accueillera également des danseurs, par exemple la hip-hoppeuse Bintou Dembélé. La salle est rénovée en 2009. Elle accueille également des artistes asiatiques comme Kaya dans sa tournée commune avec Satsuki en 2012.
Le Divan du monde est aussi connu pour ses soirées consacrées à la musique française depuis les années 1950.

## Aujourd'hui
Depuis 2015, le bâtiment du Divan du Monde a été associé au cabaret mythique Madame Arthur. L'ensemble forme désormais un cabaret club où chaque semaine les artistes travestis proposent un spectacle inédit.
La nuit, l'établissement se transforme en un club qui met à l'honneur la chanson française.